# P culbuté
Cette page contient des caractères spéciaux ou non latins. S’ils s’affichent mal (▯, ?, etc.), consultez la page d’aide Unicode.
P culbuté (majuscule : , minuscule : ) est une lettre latine additionnelle qui était utilisée dans l’écriture de certaines langues siouanes, principalement par James Owen Dorsey au XIXe siècle. Sa forme minuscule est utilisée dans l’alphabet Anthropos, la notation phonétique de la revue Anthropos.
Il s’agit de la lettre P culbutée, c’est-à-dire tournée à 180 degrés.

## Utilisation
James Owen Dorsey utilisait le « p culbuté » dans ses travaux publiés pour noter le phonème  [pː], une consonne tendue présente dans trois langues dhegiha, l'omaha-ponca, le quapaw et le kanza. Il s'emploie également pour l'osage mais de façon erronée car le [pː] n'existe pas dans cette langue où il a une préaspirée [ʰp] comme correspondant.
Dans la transcription Anthropos, ‹ p › est utilisé pour représenter un clic bilabial.

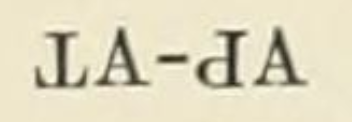
P culbute dans Dorsey 1884.
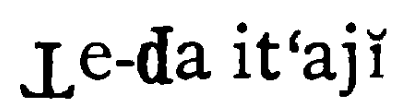
P culbuté dans Dorsey 1891.

Le p culbuté minuscule est utilisé dans le Linguistic Atlas of the Gulf States (Atlas linguistic des États du Golfe) pour transcrire une consonne injective bilabiale (bilabial supraglottal suction stop).

## Représentations informatiques
Le P culbuté peut être représenté avec les caractères Unicode suivants :
- capitale : n’a pas été codé
- minuscule : n’a pas été codé

Il peut être représenté à l’aide de caractères privées, d’image (par exemple  ) ou en formattant les P et p avec une rotation (par exemple ‹ P › ) ‹ p ›).
Dans certaines polices de caractères, la majuscule de la lettre cyrillique dé komi ‹ Ԁ › peut avoir une forme similaire à la majuscule P culbuté.